# Aída Román
Aída Román (née le 21 mai 1988 à Mexico) est une archère mexicaine.

## Biographie

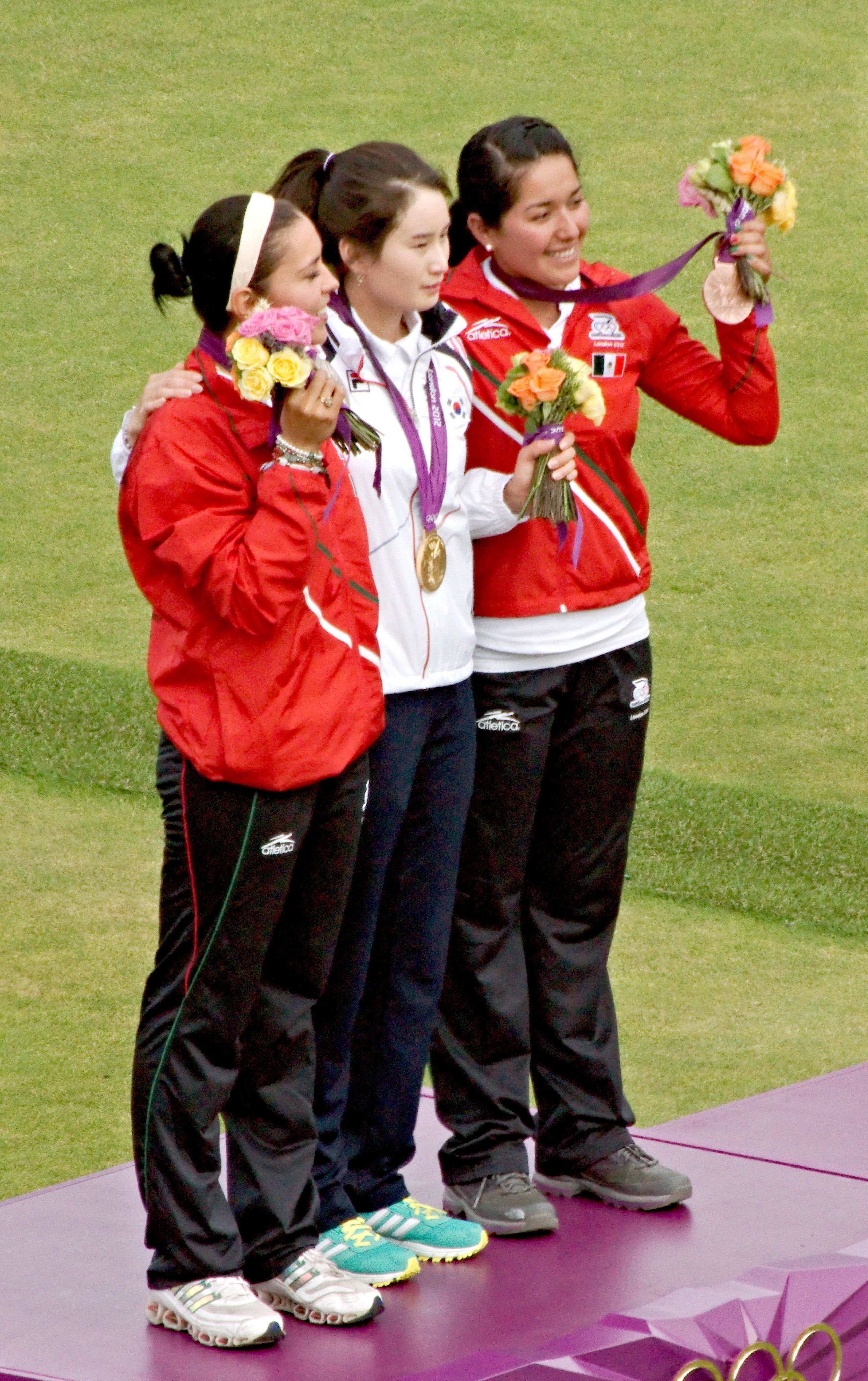
Aída Román, Ki Bo-bae et Mariana Avitia (de gauche à droite) sur le podium des Jeux olympiques de 2012

Aída Román est médaillée d'argent aux Jeux olympiques d'été de 2012 à Londres.